# Galería Nacional (Berlín)

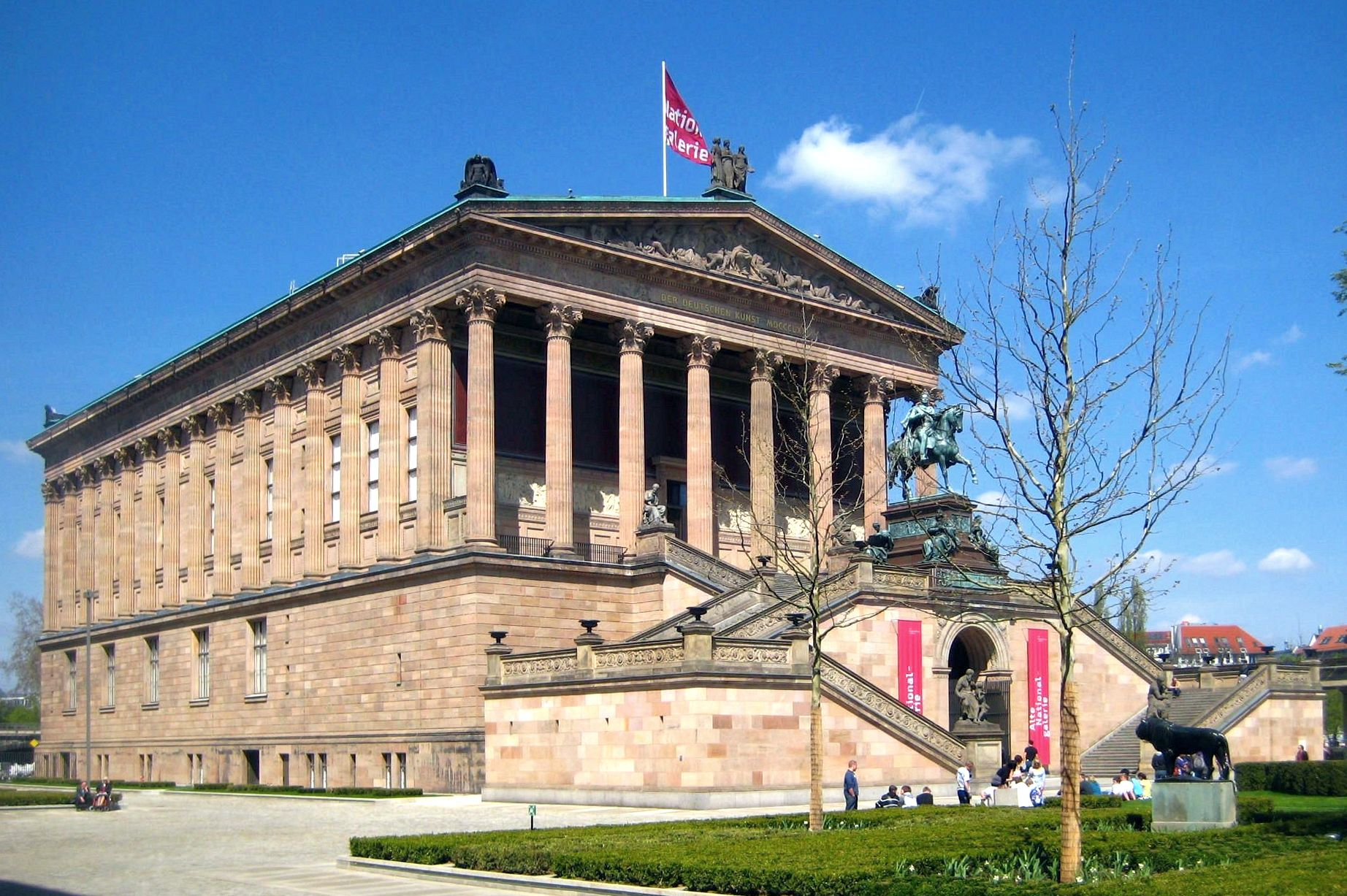
Edificio original de la Galería Nacional de Berlín, ahora Alte Nationalgalerie

La Galería Nacional ( en alemán: Nationalgalerie ) en Berlín, Alemania, es un museo de arte de los siglos XIX, XX y XXI. Es parte de los Museos Estatales de Berlín. Desde la Alte Nationalgalerie, que fue construida para ella e inaugurada en 1876, su espacio de exposición se ha ampliado para incluir otros cinco lugares. Los museos forman parte de los Museos Estatales de Berlín, propiedad de la Fundación del Patrimonio Cultural Prusiano .

## Ubicaciones
Los fondos de la Galería Nacional se muestran actualmente en cinco lugares:
- Alte Nationalgalerie : arte del siglo XIX, en la Isla de los Museos
- Neue Nationalgalerie: arte del siglo XX, en el Kulturforum. El edificio, diseñado por Ludwig Mies van der Rohe, se inauguró el 15 de septiembre de 1968.[2]
- Museo Berggruen: en Charlottenburg, muestra clásicos del arte moderno del siglo XX recopilados por Heinz Berggruen; añadido a la Galería Nacional en 1996.[3]
- Colección Scharf-Gerstenberg: en Charlottenburg, que muestra arte del siglo XX desde el romanticismo francés hasta el surrealismo; agregado a la Galería Nacional en 2008.[4][5]
- Hamburger Bahnhof: Museo für Gegenwart, arte contemporáneo; añadido a la Galería Nacional en 1996.[3]
- Iglesia de Friedrichswerder: escultura del siglo XIX, una iglesia diseñada por Karl Friedrich Schinkel, inaugurada como anexo de la Galería Nacional en septiembre de 1987.[6] En 2012, el edificio se cerró indefinidamente debido a daños estructurales.[7]

## Historia

### Planificación, cimentación y construcción del edificio original
Se discutió durante mucho tiempo la conveniencia de establecer una galería nacional en Berlín, sobre todo durante el periodo del nacionalismo revolucionario en torno a 1848, y se convirtió en una propuesta cada vez más seria a partir de 1850, cuando aparecieron publicaciones que la defendían. Desde el principio estuvo ligada a las ambiciones de Prusia y al deseo de que Berlín se convirtiera en una capital de renombre mundial. La decisión se tomó finalmente en 1861, tras la muerte del banquero y mecenas Joachim Heinrich Wilhelm Wagener, que legó su extensa colección (262 obras de arte) al entonces príncipe regente, el futuro rey Guillermo I, con la esperanza de catalizar la formación de una galería de arte "más reciente". La colección se conoció inicialmente como Wagenersche und Nationalgalerie (Galería Wagener y Nacional) y se alojó en los edificios de la Academia Prusiana de las Artes.
Friedrich August Stüler comenzó a trabajar en un diseño para un edificio de galerías en 1863, basado en un boceto del padre de Guillermo I, el rey Federico Guillermo IV de Prusia. Dos años y dos planes fallidos después, su tercera propuesta fue finalmente aceptada. Stüler murió antes de que se completara la planificación y Carl Busse se encargó de los detalles restantes en 1865. En 1866, por orden del rey y su gabinete, se creó la Kommission für den Bau der Nationalgalerie (Comisión para la construcción de la galería nacional). En 1867 se puso la primera piedra bajo la supervisión de Heinrich Strack. En 1872 se completó la estructura y se iniciaron las obras interiores. La inauguración tuvo lugar el 22 de marzo de 1876 en presencia de Guillermo I, entonces emperador de Alemania.
El edificio, hoy Alte Nationalgalerie, se asemeja a un templo grecorromano (una forma elegida por su simbolismo que, se ha señalado, no es muy adecuada para exhibir arte) y es estilísticamente una combinación de clasicismo tardío y temprano. Neorrenacentista . Tenía la intención de expresar "la unidad del arte, la nación y la historia", y por lo tanto tiene aspectos que recuerdan a una iglesia (con un ábside) y un teatro (una gran escalera que conduce a la entrada), así como a un templo. Una estatua ecuestre de Federico Guillermo IV remata las escaleras, y las escaleras interiores tienen un friso de Otto Geyer que representa la historia alemana desde la prehistoria hasta el siglo XIX. La inscripción sobre la puerta dice "Al arte alemán, 1871" (el año de la fundación del Imperio, no el año en que se completó la galería). En su primera visita a Berlín, en noviembre de 1916, el joven Adolf Hitler envió una postal de este edificio a un compañero de armas para felicitarle por recibir la Cruz de Hierro.

### Hasta 1933
El primer director de la Galería Nacional fue Max Jordan, quien fue nombrado en 1874, antes de que se completara el edificio. Cuando se inauguró el edificio, además de la colección de Wagener, contenía más de70 cartones para frisos de temas mitológicos y religiosos de Peter von Cornelius; se diseñaron galerías de techos altos para albergarlos. La colección de Wagener no se limitaba al arte alemán; en particular, incluía a artistas belgas muy populares en la época; y bajo el mando de Jordan los fondos de la galería llegaron a incluir rápidamente una colección de escultura inusualmente grande y un departamento de dibujos. Sin embargo, Jordán se vio obstaculizado durante todo su mandato por la Comisión Regional de Arte, formada por representantes del estamento artístico académico, que se resistió a todos los intentos de adquirir arte modernista.
En 1896 le sucedió como director Hugo von Tschudi, que había sido director adjunto de los museos de Berlín bajo la dirección de Wilhelm von Bode. Aunque no había tenido ninguna relación con el arte moderno, se entusiasmó con el impresionismo en una visita a París, donde conoció al marchante Paul Durand-Ruel, y se empeñó en adquirir una colección representativa de arte impresionista para la Galería Nacional. Cuando la comisión vetó sus peticiones, consiguió el patrocinio de un gran número de ricos coleccionistas burgueses de arte, la mayoría de ellos judíos. También reorganizó los espacios de exposición, guardando muchas piezas para dar cabida a obras de Manet, Monet, Degas y Rodin, así como de los anteriores Constable y Courbet. Una de las primeras, poco después de que Tschudi asumiera el cargo, fue En el conservatorio, de Manet; en 1897, la Galería Nacional de Berlín se convirtió en el primer museo del mundo en adquirir un cuadro de Cézanne. Esto alejó a la galería de forma decisiva del énfasis en Prusia y el resto del Imperio Alemán. En respuesta a las quejas de los entendidos académicos, Guillermo II decretó en 1899 que todas las adquisiciones para la Galería Nacional debían contar con su autorización personal; Tschudi cumplió inicialmente y volvió a colgar las obras antiguas, pero el decreto imperial resultó inaplicable. En 1901, con motivo de la inauguración de los monumentos en la Siegesallee, pronunció un discurso de denuncia del "arte de las cloacas" que se conoció como Rinnsteinrede (discurso de las cloacas).

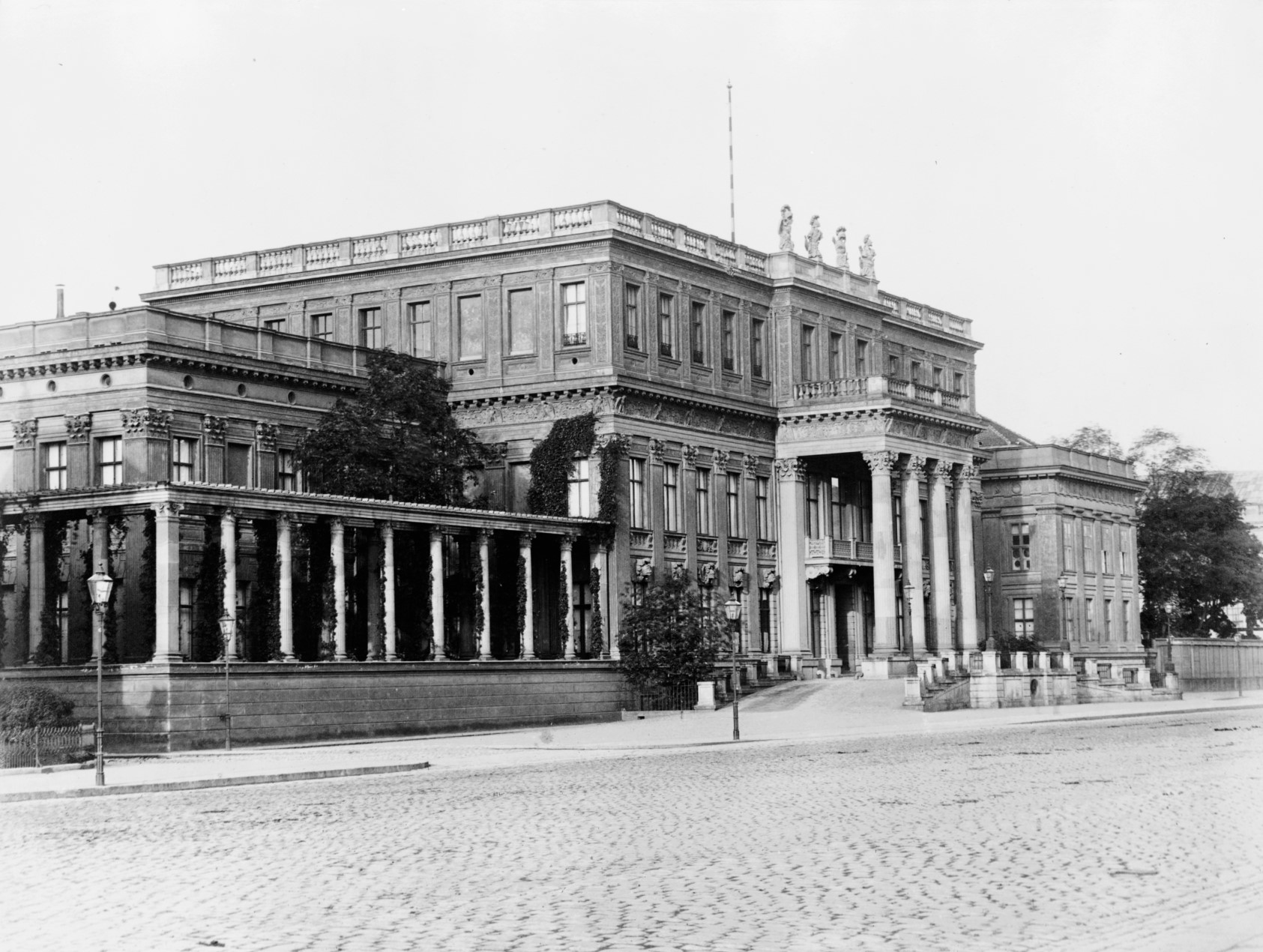
Vista de finales del siglo XIX del Palacio del Príncipe Heredero, que se convirtió en el anexo de arte moderno de la Galería Nacional en 1919

Tschudi también tenía un gran aprecio por los románticos alemanes, muchas de cuyas pinturas se incluyeron en el legado original de Wagener.   Una exposición de 100 años de arte alemán en la Galería Nacional en 1906 contribuyó a despertar el interés por artistas como Caspar David Friedrich. Este fue también un interés compartido por el sucesor de Tschudi, Ludwig Justi, quien fue director de 1909 a 1933 y se sumó a las posesiones de la galería en la pintura alemana de principios del siglo XIX.
En 1919, después de la abolición de la monarquía prusiana, la galería adquirió el Palacio del Príncipe Heredero ( Kronprinzenpalais ) y lo utilizó para exhibir arte moderno. Esto se conoció como Neue Abteilung (Nuevo Departamento) o Galería Nacional II, y cumplió con la demanda de artistas contemporáneos de una Galería de Artistas Vivos. Abrió con obras de los secesionistas de Berlín, los impresionistas y los expresionistas. Esta fue la primera promoción estatal de obras expresionistas, que eran impopulares entre un gran número de público, pero la colección era, a juicio del asistente de Justi, Alfred Hentzen, superior a la de todas las demás galerías alemanas que coleccionaban arte moderno. Con mucho, la mayor parte de las obras de arte de la exposición de 1937 de 'Arte degenerado' bajo los nazis se tomaron de esta colección.

### Alemania nazi
Justi fue uno de los 27 directores de galerías de arte y museos expulsados por los nazis en 1933 en virtud de la Ley de Restauración de la Función Pública Profesional, al que sucedió durante unos meses Alois Schardt y luego Eberhard Hanfstaengl, que a su vez fue destituido en 1937; se había negado a reunirse con la comisión de Adolf Ziegler, presidente de la Cámara de Artes Visuales del Reich, encargada de depurar la galería de obras "degeneradas". Algunas obras de arte de un marchante habían sido quemadas en los hornos del edificio de la Galería Nacional en 1936, y el anexo de arte moderno del Palacio del Príncipe Heredero fue clausurado en 1937 por ser un "foco de bolchevismo cultural". La galería pasó a estar bajo el control de los Museos Estatales de Berlín y Hanfstaengl fue sustituido al cabo de un tiempo por Paul Ortwin Rave, quien, a pesar de ser más aceptable para el régimen nazi, custodió concienzudamente las obras de arte y, cuando la guerra se acercaba a su fin, fue con ellas a la mina donde debían ser almacenadas por seguridad y estaba allí cuando llegó el Ejército Rojo. Permaneció al frente de la galería hasta 1950.

### Posguerra

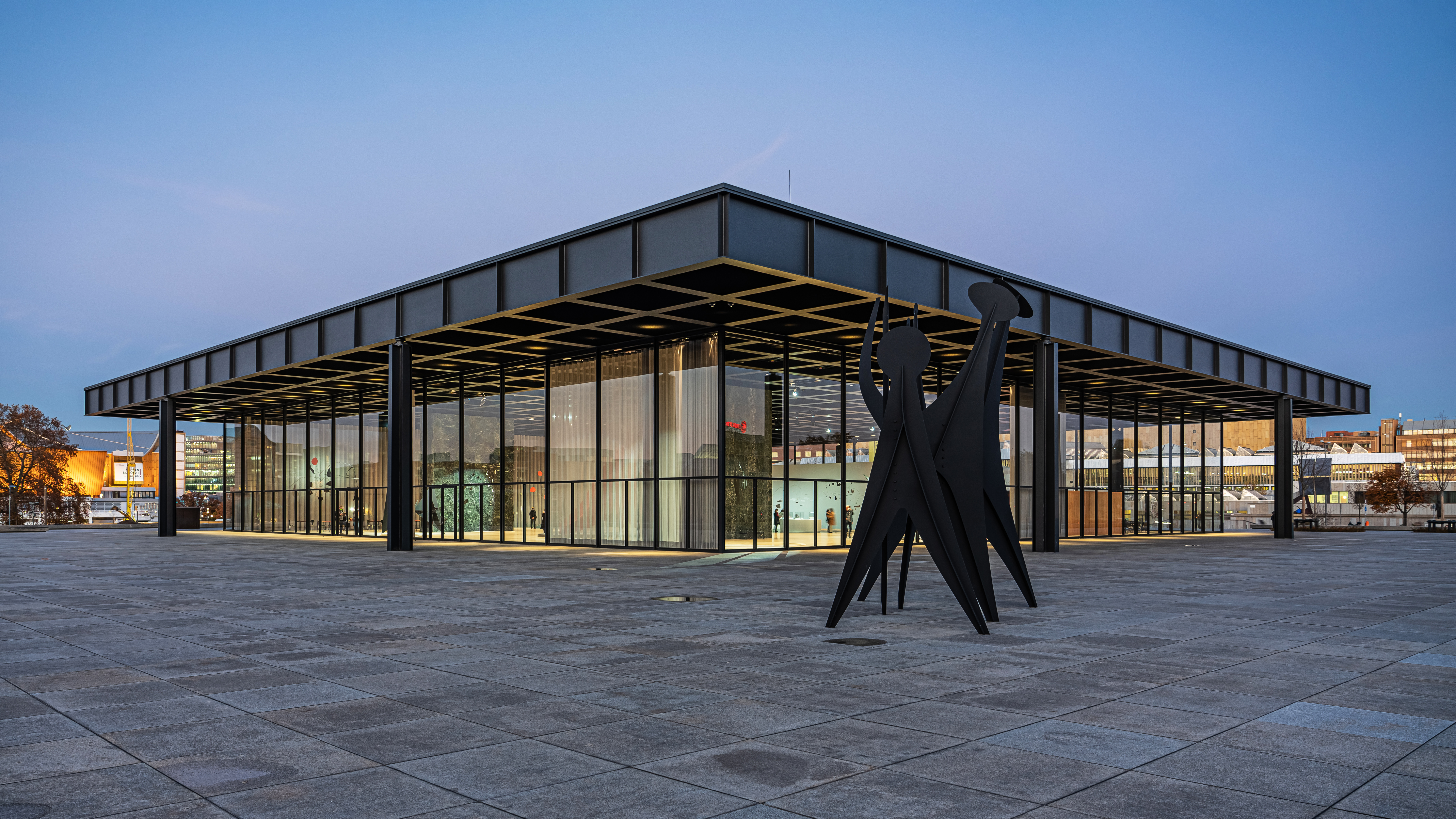
El segundo edificio de la Galería Nacional, la Neue Nationalgalerie de 1968

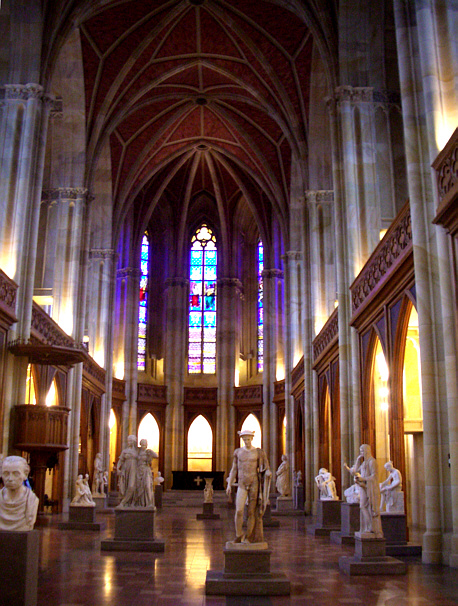
Escultura del expuesta en la iglesia de Friedrichswerder

Después de la Segunda Guerra Mundial, la galería y los demás museos de la Isla de los Museos se ubicaron en la Zona de Ocupación Soviética que se convirtió en Berlín Oriental. La colección de la Galería Nacional, gran parte de ella confiscada y luego devuelta por las diversas potencias ocupantes, se dividió entre el este y el oeste y la guerra la había disminuido aún más; Las pinturas del siglo XIX del antiguo anexo habían sido destruidas por un incendio. Mientras el edificio de la Alte Nationalgalerie se renovaba, en el sector occidental los cuadros se alojaban inicialmente en el Palacio de Charlottenburg. La ciudad de Berlín (occidental) fundó en 1949 un nuevo museo de arte del siglo XX, que acabó fusionándose con la rama occidental de la Galería Nacional, y Berlín occidental creó entonces su propio centro cultural, el Kulturforum, que incluía la Nueva Galería Nacional, un edificio modernista diseñado por Ludwig Mies van der Rohe. Se inauguró el 15 de septiembre de 1968 y, en un principio, exhibió toda la gama de arte de los siglos XIX y XX.
Werner Haftmann, que se había convertido en director en 1967, dijo que estaba nervioso por el traslado de la galería al prestigioso edificio moderno, comparándose con "un desgraciado aprendiz... que se sube a un Mercedes de lujo".
La iglesia de Friedrichswerder, un monumento gótico diseñado por Karl Friedrich Schinkel, se arruinó en la guerra; entre 1979 y 1986 fue restaurada, y luego se reabrió en septiembre de 1987, como parte de las celebraciones del 750 aniversario de Berlín, como un anexo de la Galería Nacional que exhibe esculturas del siglo XIX. En la galería hay un museo Schinkel.
Tras la reunificación alemana, el antiguo edificio fue ampliamente renovado y ahora el nuevo edificio se utiliza para el arte del siglo XX y el antiguo para el arte del siglo XIX.
En 1996, mientras la Alte Nationalgalerie se renovaba lentamente, se añadieron otros dos espacios de exposición para el arte moderno. En septiembre, el Museo Berggruen, que alberga la colección de clásicos modernos de Heinz Berggruen, especialmente centrada en Picasso, abrió sus puertas en el oeste de un par de edificios neoclásicos situados frente al Palacio de Charlottenburg, al igual que la Alte Nationalgalerie, diseñados por Friedrich August Stüler como realizaciones de bocetos de Federico Guillermo IV; había albergado el Museo de Antigüedades de Berlín Occidental hasta que esa colección fue devuelta a la Isla de los Museos tras la reunificación alemana. En un principio, Berggruen alquiló la colección a los Museos Estatales de Berlín por un periodo de diez años, pero en el año 2000 se la vendió por una pequeña fracción de su valor estimado. En noviembre, el Hamburger Bahnhof, antes un museo de tecnología pero arruinado en la guerra, abrió tras una renovación de seis años como Museum für Gegenwart, albergando arte contemporáneo, inicialmente la mayoría de la colección de Erich Marx.
En 2008 se inauguró la Colección Scharf-Gerstenberg de arte del siglo XX en el edificio Stüler oriental, que había albergado la Colección Egipcia hasta su traslado a la Isla de los Museos. La colección está alquilada por diez años a la Stiftung Sammlung Dieter Scharf zur Erinnerung an Otto Gerstenberg (fundación de la colección Dieter Scharf en recuerdo de Otto Gerstenberg), que se centra en lo fantástico y lo surrealista y fue construida por Dieter Scharf a partir de algunas de las obras de la colección de su abuelo Otto Gerstenberg.
En diciembre de 2011, se anunció que los Maestros Antiguos que se exponían en esa época en la Gemäldegalerie del Kulturforum se trasladarían para dar paso a una exposición permanente representativa del arte moderno, para la que la Neue Nationalgalerie no tenía espacio suficiente.

### Directores

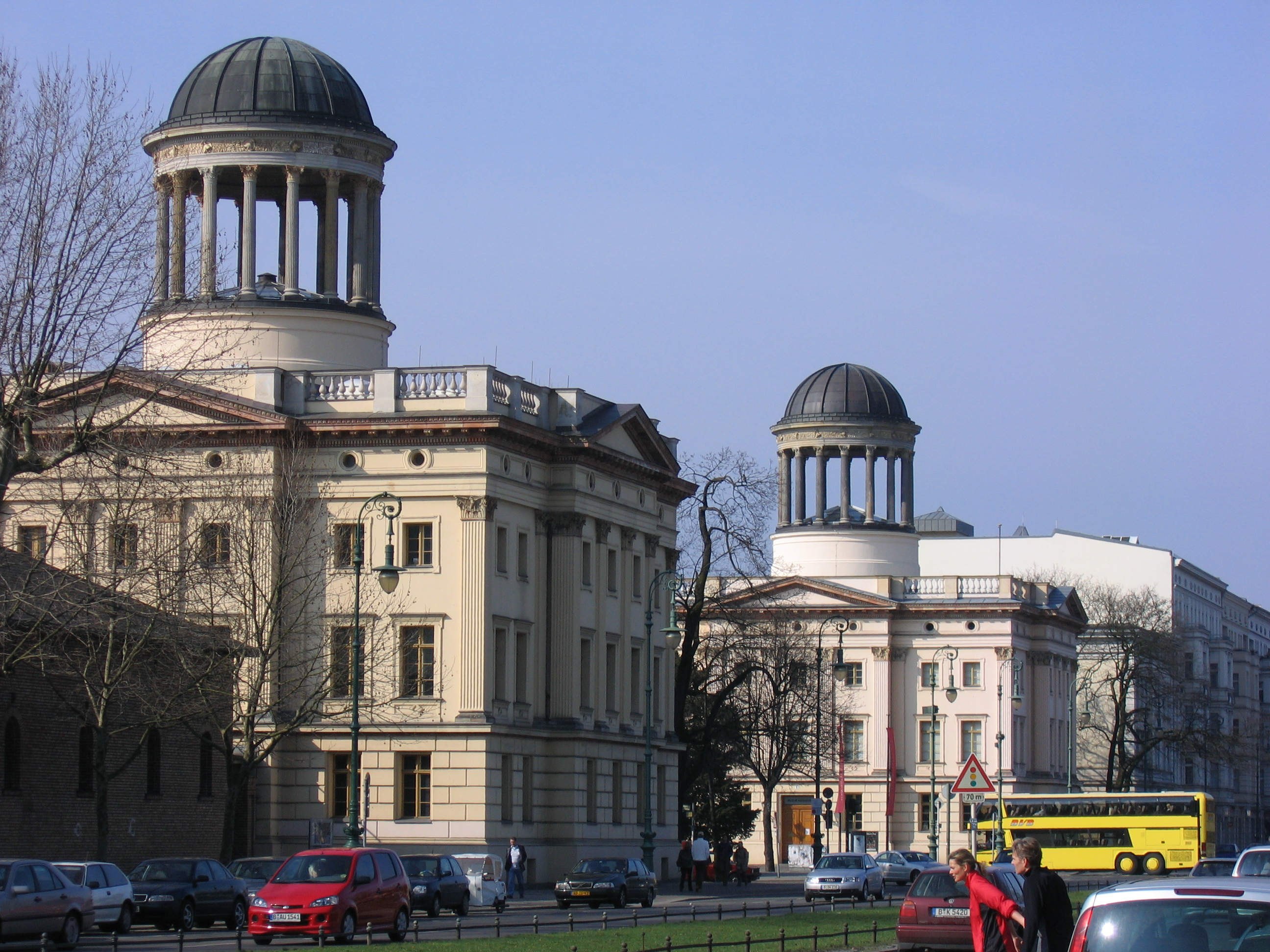
Los dos edificios Stüler en Charlottenburg: a la izquierda, Colección Scharf-Gerstenberg ; a la derecha, Museo Berggruen

- 1874-1895 – Max Jordán
- 1896-1908 – Hugo von Tschudi
- 1909-1933 – Ludwig Justi
- 1933-1937 – Eberhard Hanfstaengl
- 1937-1950 – Paul Ortwin Rave
- 1950-1957 – Ludwig Justi
- 1957-1964 – Leopoldo Reidemeister
- 1965-1966 – Stefan Waetzold
- 1967-1974 – Werner Haftman
- 1974-1975 – Wieland Schmied
- 1975-1997 – Dieter Honisch
- 1999 – 2008: Peter-Klaus Schuster
- 2008 – 2020: Udo Kittelmann[52] (con Joachim Jäger como subdirector y director de la Neue Nationalgalerie desde diciembre de 2011)

## Otras lecturas
- Rave de Paul Ortwin . Die Geschichte der Nationalgalerie Berlín . Berlín: Nationalgalerie der Staatlichen Museen Preußischer Kulturbesitz, [1968]. ISBN 9783886090938 (en alemán)
- Christopher B. Con. La Landeskunstkommission de Prusia, 1862 – 1911: un estudio sobre la subvención estatal de las artes . Kunst, Kultur und Politik im Deutschen Kaiserreich 6. Berlín: Mann, 1986.ISBN 9783786113232 .
- Annegret Janda y Jörn Grabowski. Kunst in Deutschland 1905 – 1937: Die verlorene Sammlung der Nationalgalerie im ehemaligen Kronprinzen-Palais . Catálogo de la exposición. Bilderheft der Staatlichen Museen zu Berlin 70 – 72. Berlín: Mann, 1992. ISBN 9783786115878. (en alemán)